# Praia de Parajuru
Parajuru é um praia brasileira localizada na cidade de Beberibe no estado do Ceará. É uma praia extensa e tranquila na qual está está situado o distrito homônimo.